# Grey Gardens (1975)
Grey Gardens is een Amerikaanse documentaire uit 1975 geregisseerd door Albert Maysles en David Maysles. De film wordt gezien als een van de belangrijkste cinema vérité-films ooit gemaakt. De film volgt het leven van Edith Ewing Bouvier Beale en Edith Bouvier Beale, een tante en nicht van de voormalig first lady Jacqueline Kennedy Onassis. De film werd in 2010 opgenomen in het National Film Registry.

## Rolverdeling
| Acteur                    | Personage  |
| ------------------------- | ---------- |
| Edith Ewing Bouvier Beale | zichzelf   |
| Brooks Hyers              | tuinman    |
| Norman Vincent Peale      | zichzelf   |
| Jack Helmuth              | genodigde  |
| Albert Maysles            | zichzelf   |
| David Maysles             | zichzelf   |
| Jerry Torre               | klusjesman |
| Lois Wright               | genodigde  |

## Vervolgfilms
In 2006 bracht Albert Maysles de film The Beales of Grey Gardens uit. Deze film bestond uit beeldmateriaal dat niet in de eerdere film gebruikt was. Ook de telefilm Grey Gardens uit 2009 met Drew Barrymore en Jessica Lange was gebaseerd op deze documentaire.